# بيترو فيلاسكو
بيترو فيلاسكو (بالإيطالية: Simone Velasco)‏ هو دراج إيطالي، ولد في 2 ديسمبر 1995 في بولونيا في إيطاليا.

## وصلات خارجية
- بيترو فيلاسكو على موقع الاتحاد الدولي للدراجات (الإنجليزية)
- بيترو فيلاسكو على موقع أرشيف الدراجات (الإنجليزية)
- بيترو فيلاسكو على موقع إحصائيات الدراجات الإحترافية (الإنجليزية)
- بيترو فيلاسكو على موقع نسبة الدراجات (الإنجليزية)